# Палат на префектурата (Торино)
Палатът на префектурата (на италиански: Palazzo della Prefettura) е историческа сграда в град Торино, Северна Италия.
Настоящият Правителствен дворец, седалище на префектурата-UTG, е роден през първата половина на XVIII век като Дворец на кралските държавни секретариати. Заедно с Държавния архив (бивш Съдебен архив) той представлява един от първите примери в западния свят за архитектура, създадена специално с административни функции.
От 1997 г. дворецът е включен в Списъка на световното културно и природно наследство като част от серийния обект на ЮНЕСКО „Савойски кралски резиденции“.

## История
Първата рисунка на строежа може да се припише на идеята на кралския архитект Филипо Ювара, който, в рамките на общото градоустройствено преосмисляне на Пиаца Кастело, разработва план за мащабен комплекс, тясно обвързан с Кралския дворец. Целта му е да създаде нови пространства, които да обслужват управлението на младото Савойско кралство, като интегрира административни и представителни функции в хармония със съществуващата градска среда.
Ювара замисля комплекс, който да включва секретариатите, съдебните архиви, театър и конна зала, като част от по-мащабно преустройство на площада пред замъка. Въпреки амбициозния план реализацията остава непълна, като единствено структурите за Кралските архиви са завършени преди неговото заминаване за Мадрид. Едва през 1738 г., с намесата на Бенедето Алфиери, започва строежът на сградата на секретариата, следвайки обновеното архитектурно виждане, предложено от него.
Ювара замисля дълъг коридор с изглед към кралската градина, който да улесни връзката между Кралския дворец и Кралския театър, като същевременно осигурява панорамен достъп към площада за всички помещения, предвидени за секретариатите и архивите. Алфиери обаче преработва тази концепция, като намалява ролята на галерията като свързващ елемент и вместо това задълбочава пространствената композиция. Новият проект въвежда по-сложно вътрешно разпределение, осигурено чрез разширяване на сградата в дълбочина и изграждането на голямо стълбище през 1740 г., което позволява директен достъп до помещенията от площада. В резултат на тези архитектурни намеси до 1756 г. Кралските секретариати са окончателно завършени.
Сградата, закупена от провинция Торино през 1885 г., приютява офисите на префектурата от 1866 г. насам. В сградата се помещават многобройни произведения на изкуството, създадени през XIX век от торинския художник Франческо Гонин, които понякога могат да бъдат посещавани от обществеността.
|  | Тази страница частично или изцяло представлява превод на страницата Palazzo della Prefettura (Torino) в Уикипедия на италиански. Оригиналният текст, както и този превод, са защитени от Лиценза „Криейтив Комънс – Признание – Споделяне на споделеното“, а за съдържание, създадено преди юни 2009 година – от Лиценза за свободна документация на ГНУ. Прегледайте историята на редакциите на оригиналната страница, както и на преводната страница, за да видите списъка на съавторите. ВАЖНО: Този шаблон се отнася единствено до авторските права върху съдържанието на статията. Добавянето му не отменя изискването да се посочват конкретни източници на твърденията, които да бъдат благонадеждни. |